# Wandu
Hwando (en coreà: 환도) o Wandu (en xinès: 丸都城) va ser la segona capital de Goguryeo (tres regnes de Corea). Està situada a la província xinesa de Jilin, prop de la frontera amb Corea del Nord. Les restes de la fortalesa de Wandu formen part del conjunt anomenat «Capitals i tombes de l'antic regne de Koguryö», designat Patrimoni de la Humanitat de la UNESCO el 2004.

## Història
La tradició diu que el rei Yuri de Koguryö va traslladar la capital a la fortalesa de Gungnae (en alfabet hangul: 국내성) i va construir la fortalesa de Wina. La fortalesa de Gungnae es va situar prop del riu Yalu i la nova fortalesa de Wina (Hangul: 위나암성, Hanja: 尉那巖城) va ser un fort sobre la muntanya. Posteriorment el rei Sansang li va canviar el nom a Hwando, més tard Wandu.

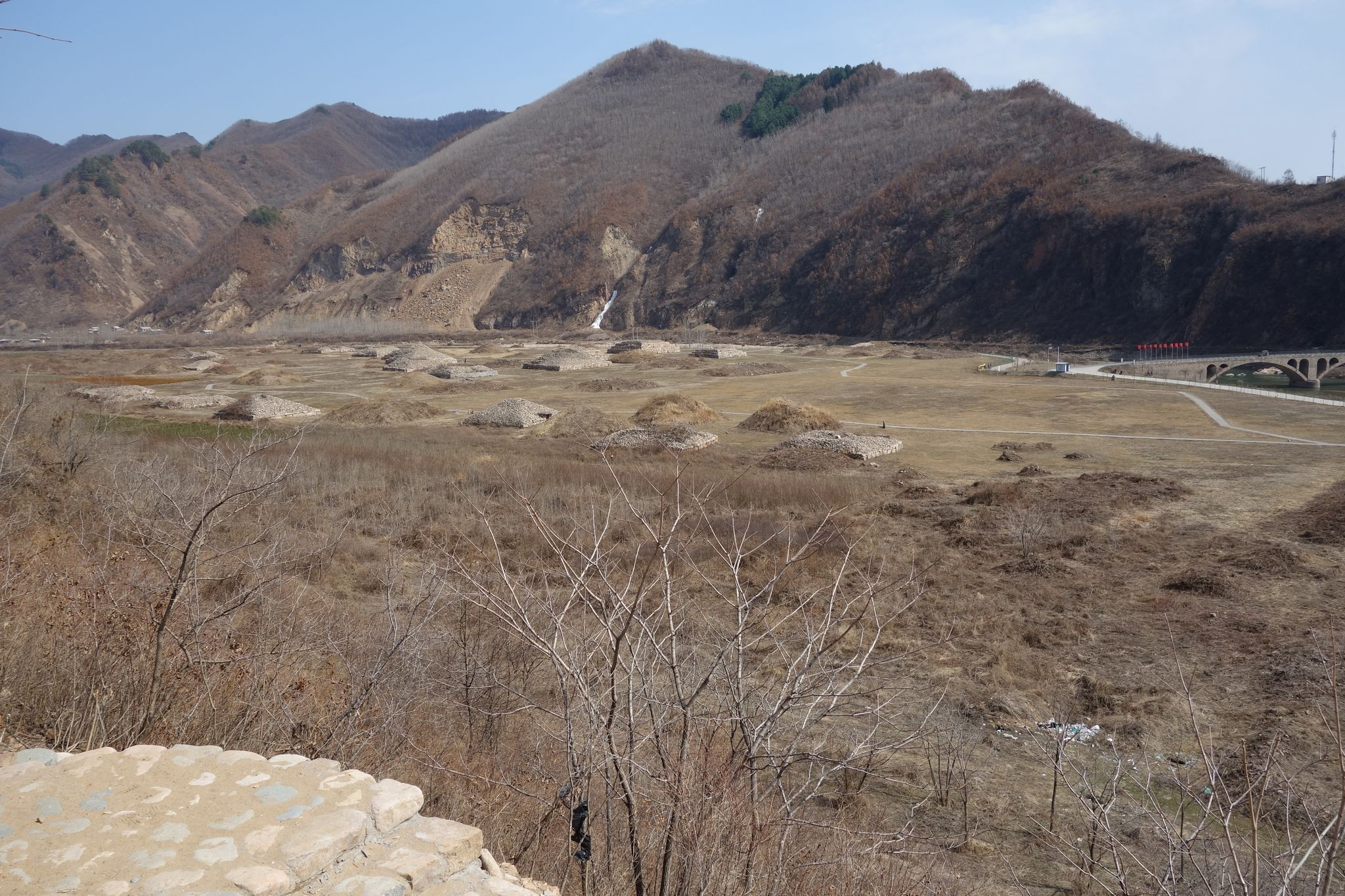
Vista del cementeri dels nobles

El rei Sansang de Koguryö va completar la construcció de la ciutat de Hwando, aproximadament durant 10 anys, emmurallant la capital. Així com es va anar consolidant el poder del regne de Koguryö, es van començar a conquistar territoris de la península de Corea, que quedaven sota mandat xinès.
El regne de Koguryö va iniciar una guerra contra els Wei el 242 per tallar l'accés xinès a la península coreana. No obstant això, els Wei van contraatacar i Koguryö va perdre. En aquest procés, els Wei van destruir la fortalesa de Hwando el 244.
Koguryö va reconstruir la fortalesa de Hwando i va acabar amb l'ocupació xinesa a Corea el 313 amb la conquesta de Lelang. No obstant, Hwando va patir la devastació per part de poble Xianbei, el 341, convertint als presoners de Koguryö en esclaus dels Xianbei. Els Xianbei també van destruir Buyeo el 346, accelerant la migració d'aquests a la península de Corea.

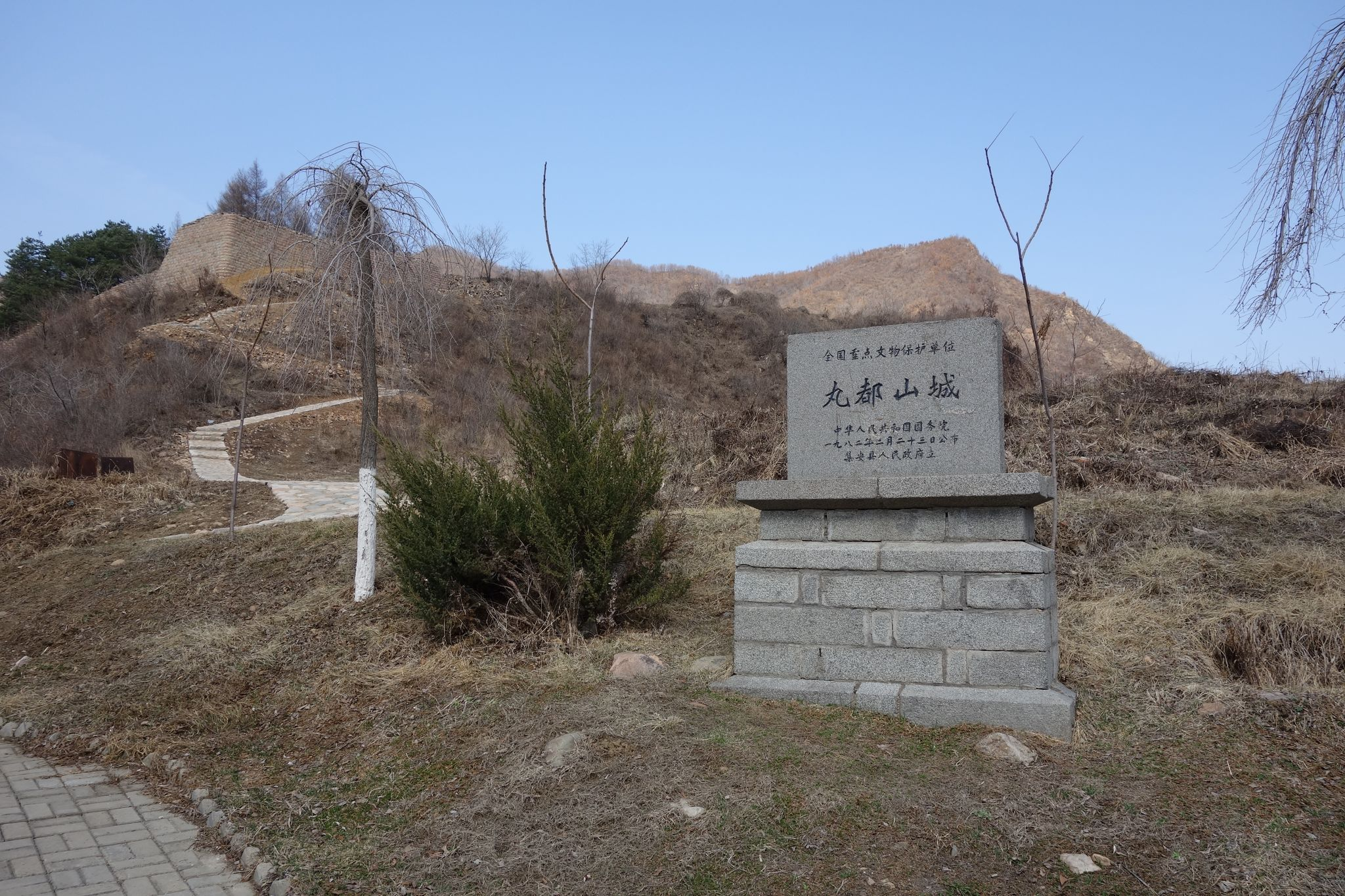
Entrada
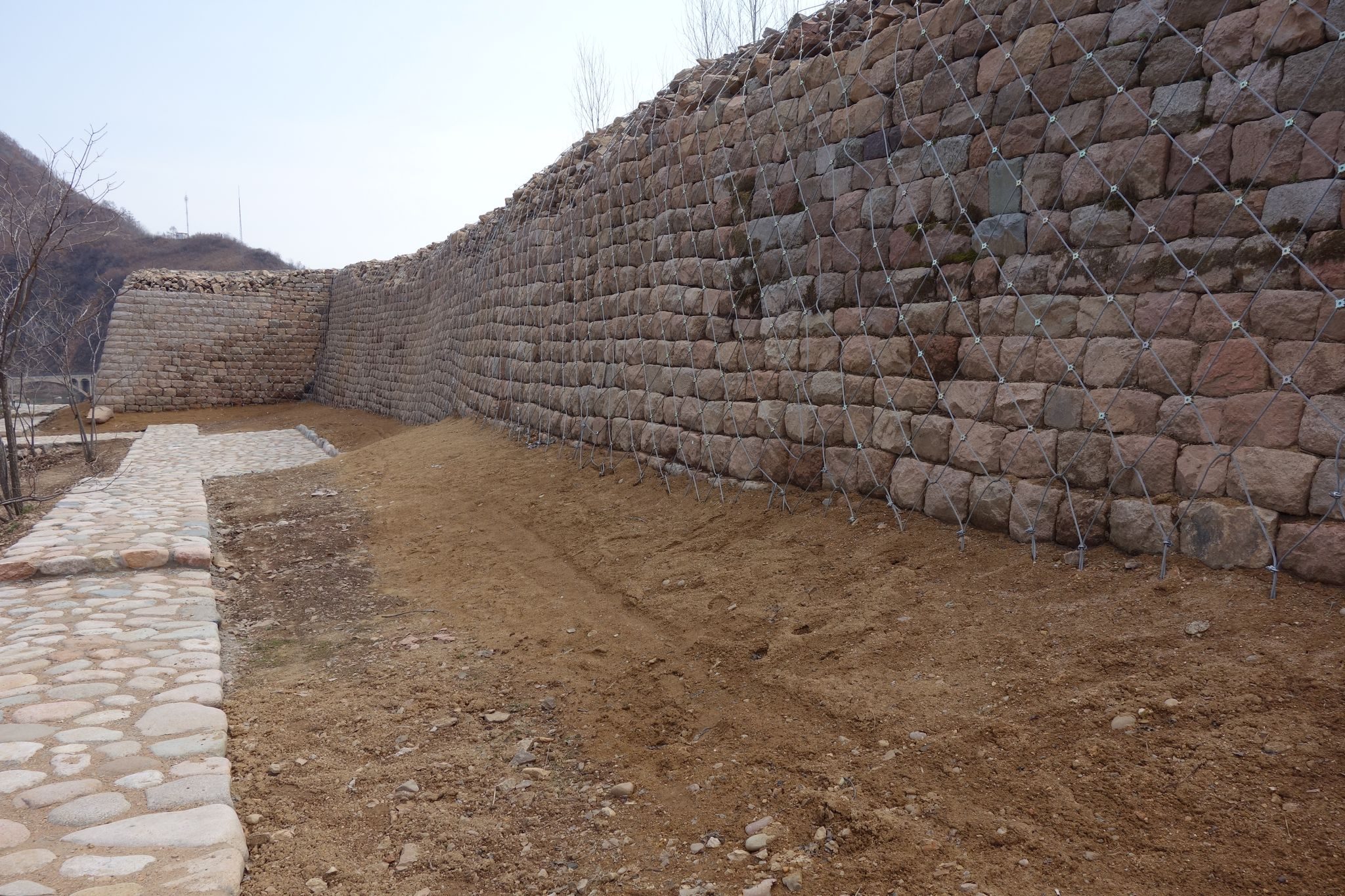
Detall de la muralla
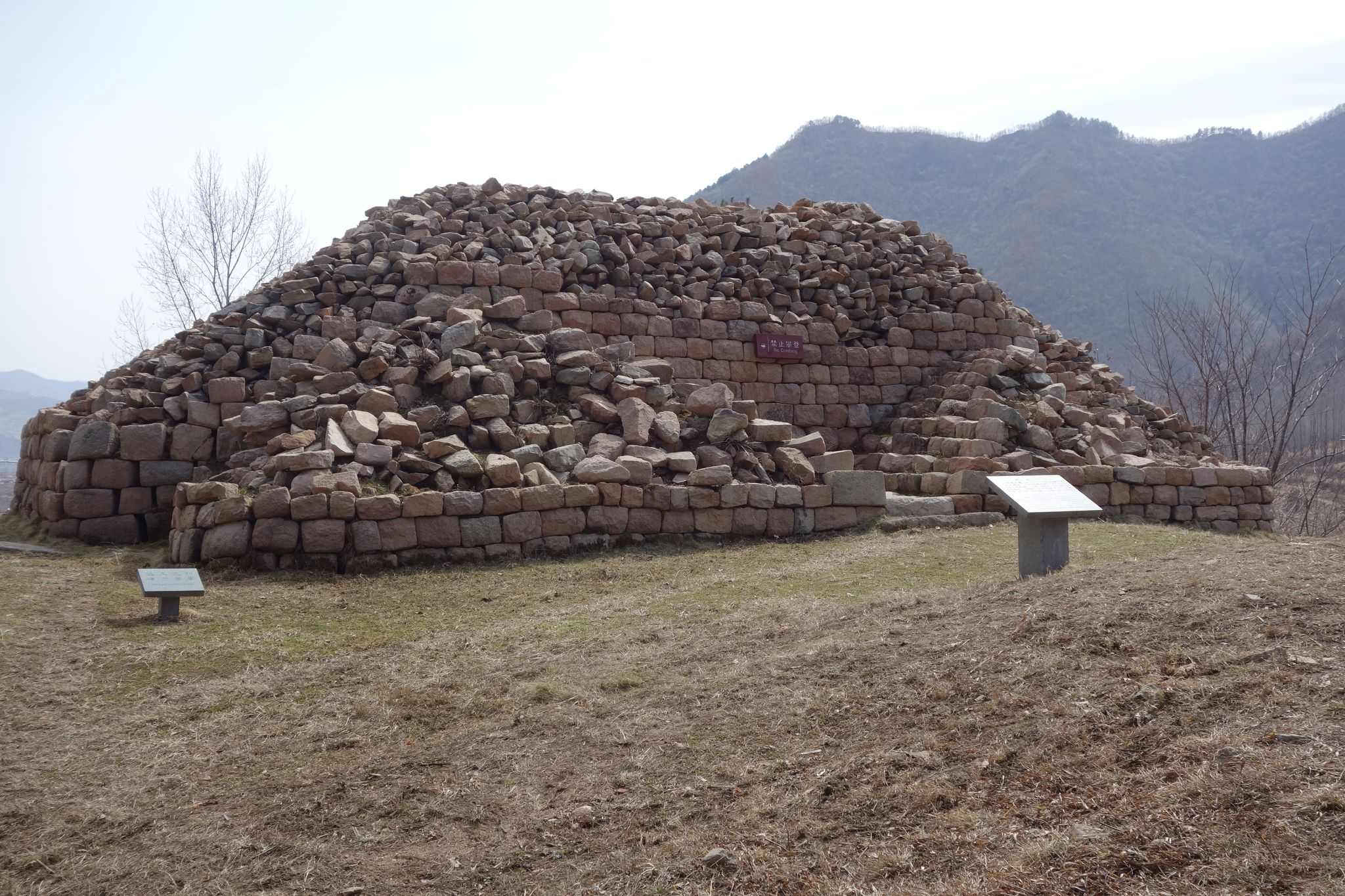
Ruïnes d'una torre de guàrdia
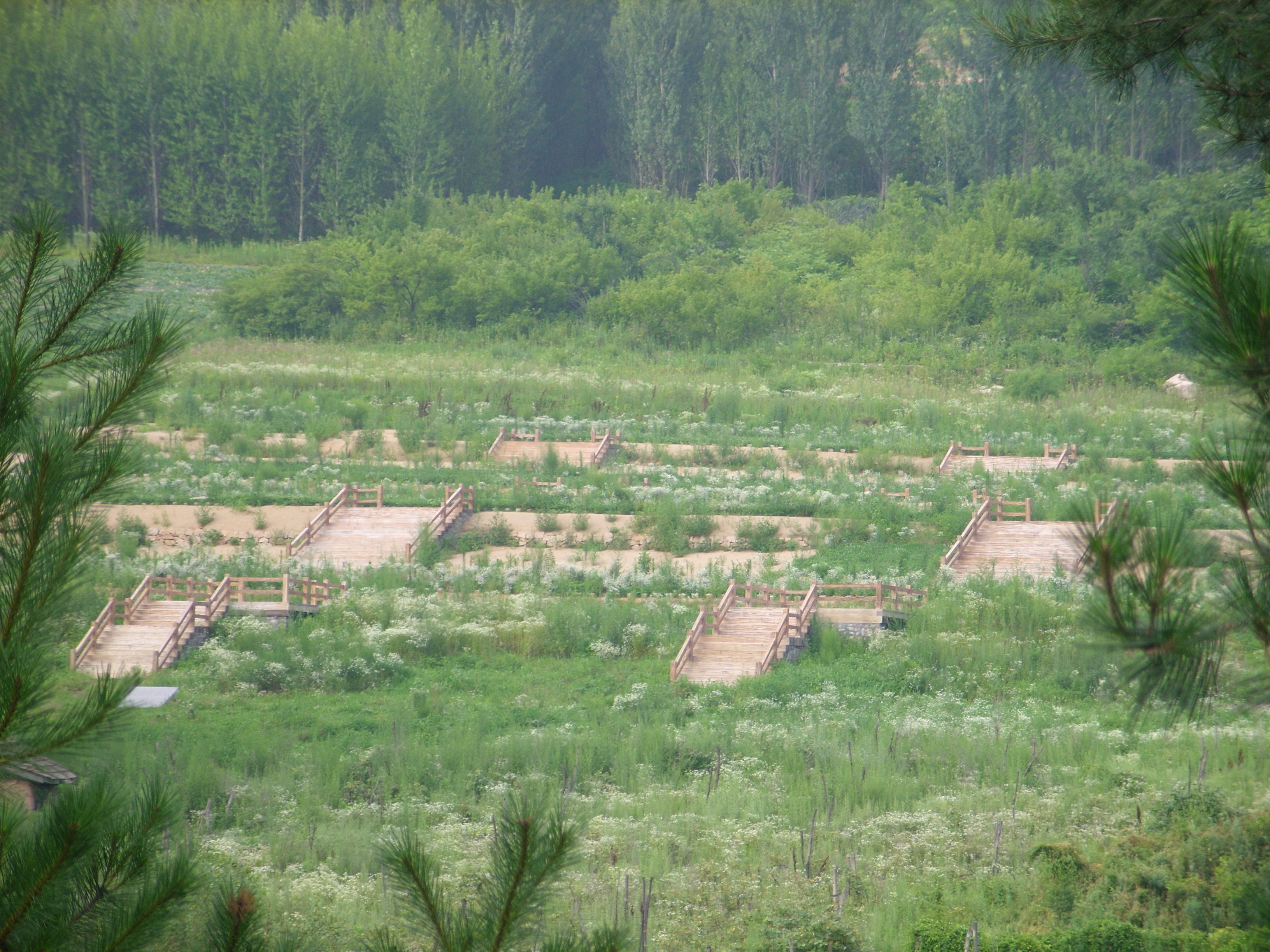
Vestigis del Palau
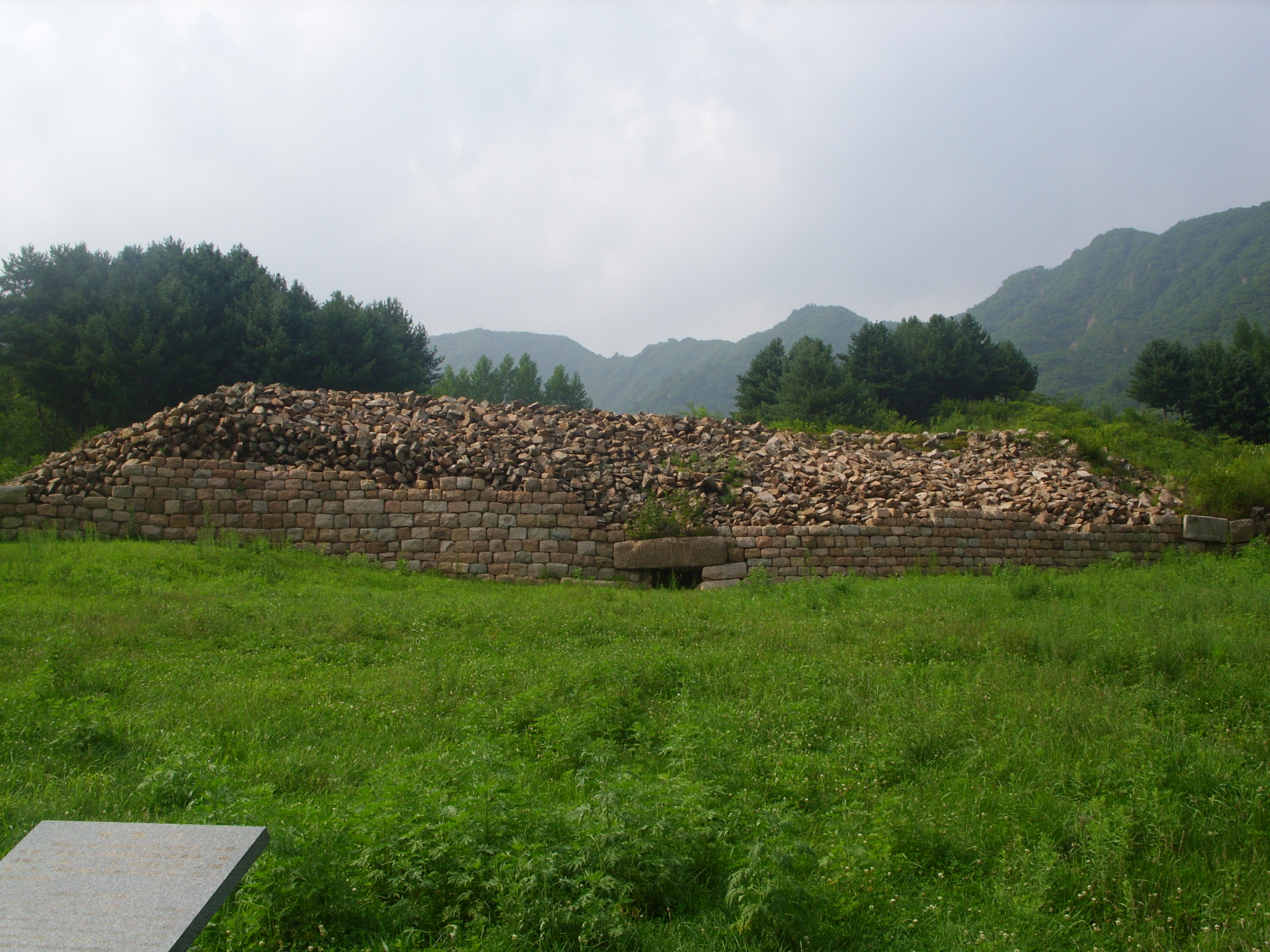
Vestigis del castell